# Pierre des Aubeaux
Pierre des Aubeaux est un sculpteur français du XVIe siècle.

## Biographie
Pierre des Aubeaux, parfois orthographié « Alobeaux » ou « Desobeaux », est un imagier et un tailleur de pierre rouennais.
Après la réalisation du Trépassement de la Vierge pour l'abbatiale de la Trinité de Fécamp, il est engagé pour en réaliser un autre exemplaire pour la collégiale Saint-Gervais-Saint-Protais de Gisors,.
À la suite de désordres liés à la construction de la tour de Beurre, Roulland Le Roux reconstruit le portail central de la cathédrale de Rouen entre 1508 et 1511. Le décor du portail et de son tympan lui est confié,.
Il réalise une statue de saint Étienne pour la chapelle éponyme, inaugurée à Noël 1512. Haute de 2 mètres, elle a été peinte et dorée par Louis Le Pilleur. Elle se trouve dans le « chapistrel » réalisé par Roulland Le Roux.
Il fait partie des 8 « ymagiers » engagés en 1519 pour la réalisation du tombeau du cardinal Georges d'Amboise. À partir de juin 1521, il est chargé de la réalisation du portrait du défunt à partir de deux portraits venus de Gaillon pour l'aider dans son exécution. Il est ensuite chargé, avec l'aide de Chaillou et Therouyn, de la réalisation d'un orant pour le neveu Georges II d'Amboise,.

## Réalisation
- avant 1511 : Trépassement de la Vierge, abbatiale de la Trinité de Fécamp (transept sud)
- 1511-1513 : Trépassement de la Vierge, collégiale Saint-Gervais-Saint-Protais de Gisors (chapelle de l'Assomption)
- 1512-1513 : Arbre de Jessé, cathédrale Notre-Dame de Rouen (portail central de la façade occidentale)
- 1512 : statue de Saint-Étienne, cathédrale Notre-Dame de Rouen (chapelle Saint-Étienne)
- 1519-1525 : mausolée des cardinaux d'Amboise, cathédrale Notre-Dame de Rouen (chapelle de la Vierge)

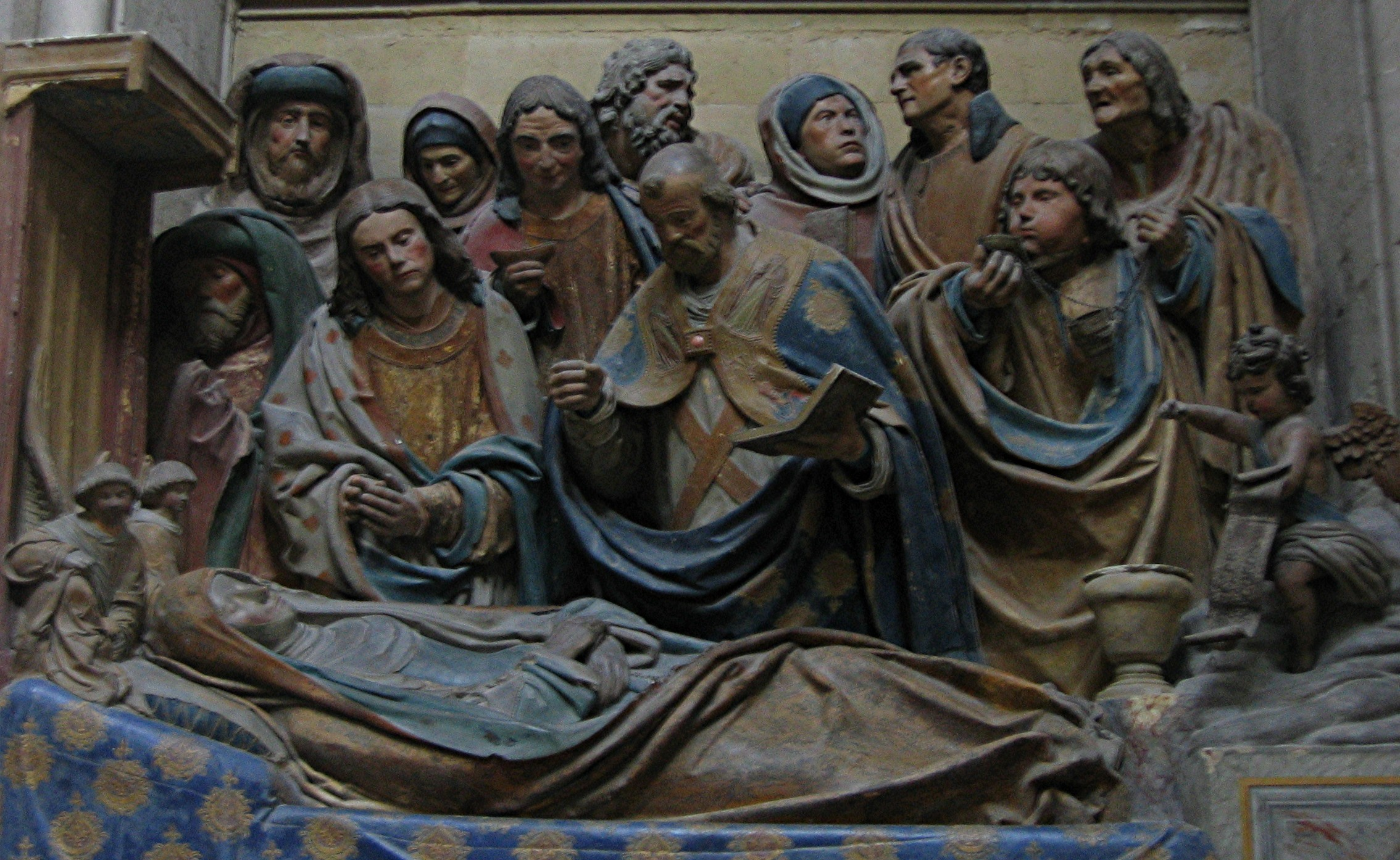
Trépassement de la Vierge de l'abbatiale de Fécamp
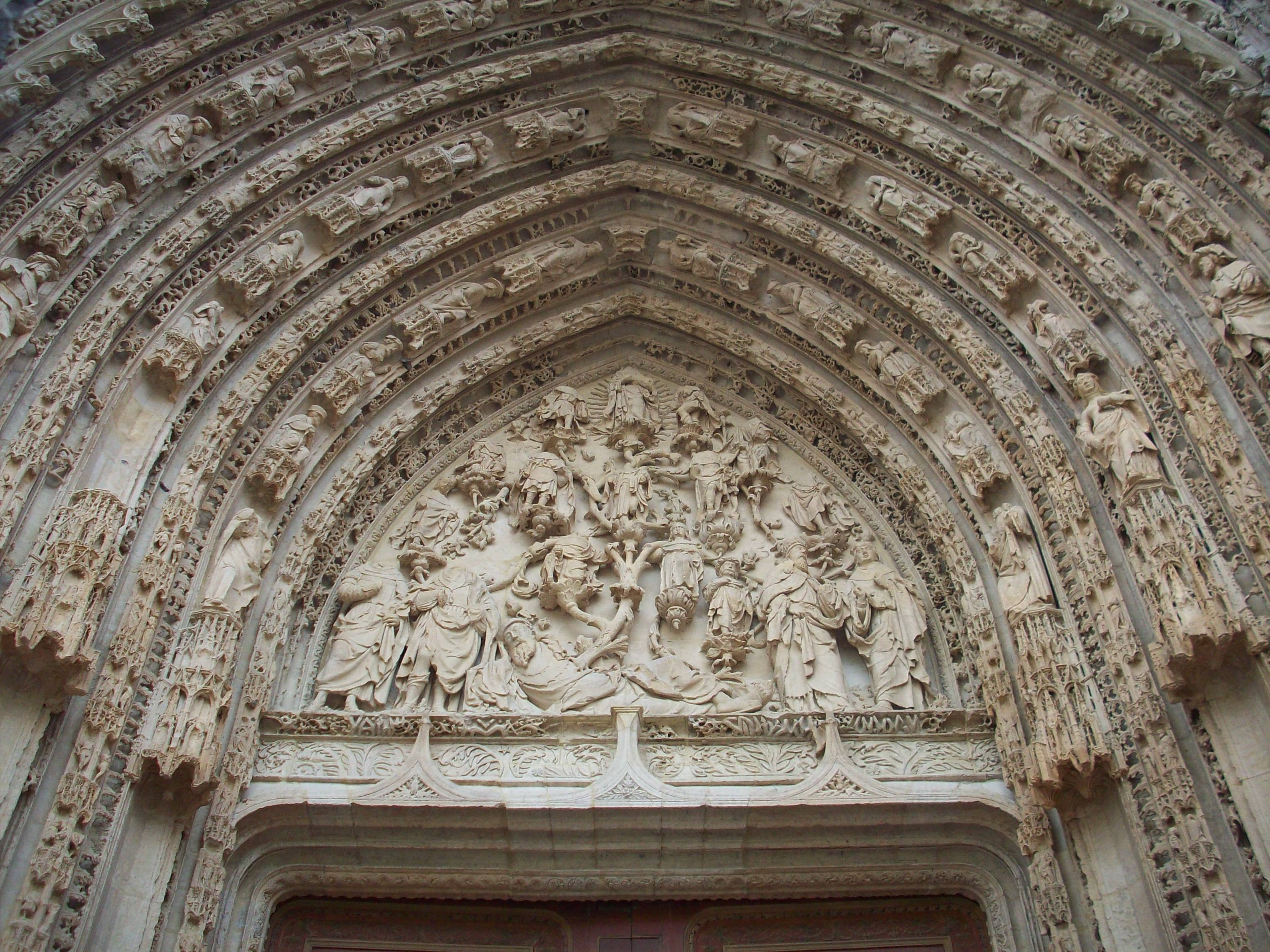
Arbre de Jessé sur le tympan du portail central de la cathédrale de Rouen
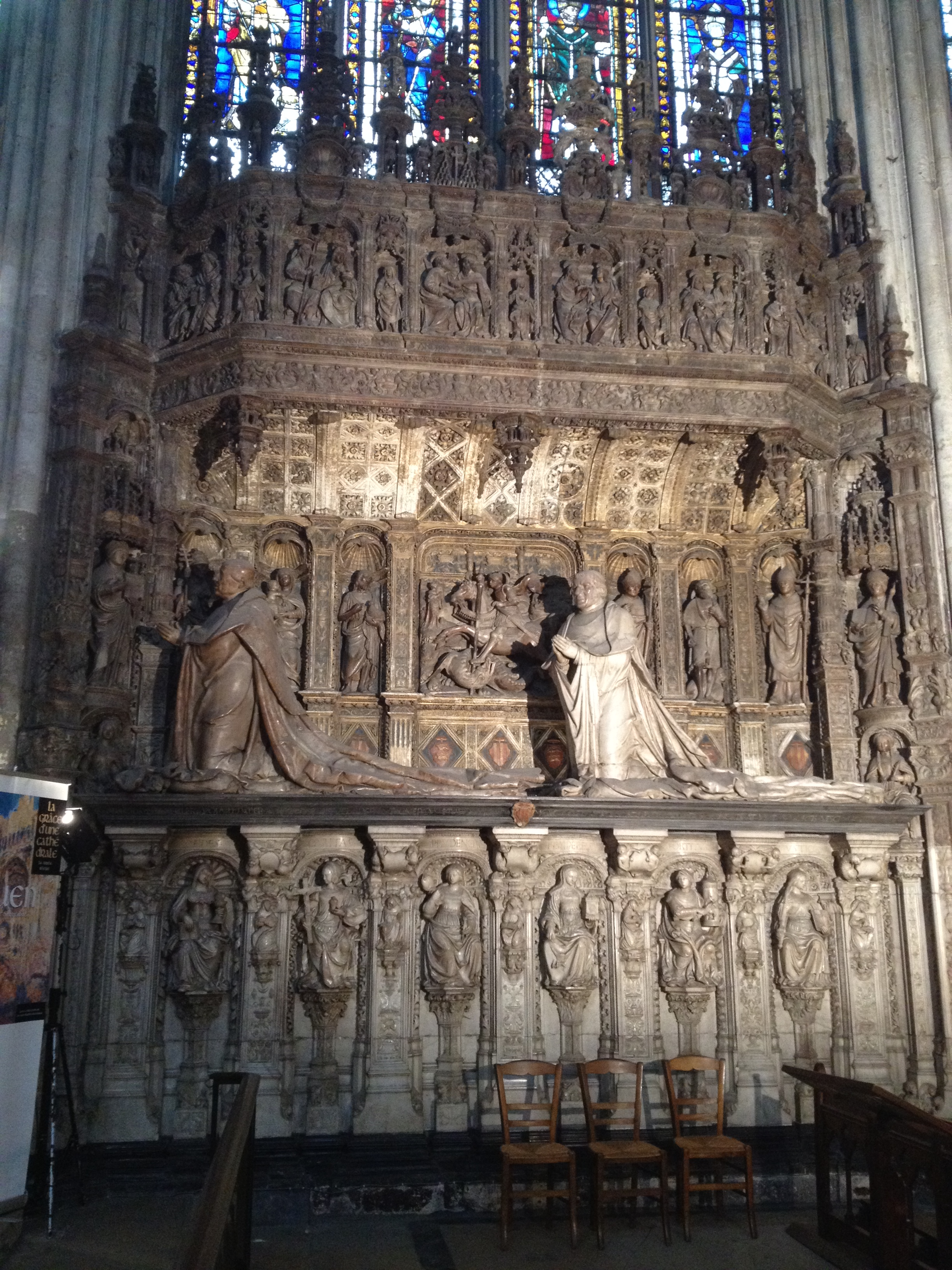
Mausolée des cardinaux d'Amboise